# Collet del Salamó

El Collet del Salamó, respecte del terme de Granera

El Collet del Salamó és una collada situada a 835,8 m d'altitud en el terme municipal de Granera, a la comarca del Moianès.
Està situat al nord de la masia del Salamó, en el sector sud-oriental del terme, al nord de la Cinglera de la Baga del Salamó, al capdamunt -sud- de la Carena de les Illes.